# حاج بلاغ
حاج بلاغ، روستایی از توابع شهرستان خوانسار در استان اصفهان ایران است. این روستا در فاصله ی ۱۲۰ کیلومتری غرب شهر اصفهان قرار دارد. این روستا دارای جغرافیایی کوهستانی با آب و هوای سرد و معتدل می باشد.

## جمعیت
این روستا در دهستان کوهسار قرار دارد و براساس سرشماری مرکز آمار ایران در سال ۱۳۸۵، جمعیت آن ۴۹ نفر (۲۰خانوار) بوده‌است.